# Jolien Schukking
Jolien Schukking (Noordoostpolder, 9 augustus 1967) is een Nederlands jurist. Sinds 3 april 2017 is ze werkzaam als rechter bij het Europees Hof voor de Rechten van de Mens — een functie die ze zal vervullen tot in 2026.

## Carrière
In 1992 behaalde Schukking haar Master of Laws aan de Universiteit Leiden. Nadien werkte ze onder meer bij de Raad van State (1993-1998), als rechtskundig adviseur bij het Ministerie van Buitenlandse Zaken (1998-2007), als rechter-plaatsvervanger bij de Rechtbank Rotterdam (2006-2013), als rechter bij de  Rechtbank Midden-Nederland (2009-2013) en als raadsheer bij het College van Beroep voor het bedrijfsleven (2013-2017).
In november 2016 was ze een van de drie kandidaten die Nederland voordroeg om te voorzien in de vacature bij het Europees Hof voor de Rechten van de Mens (EHRM) die ontstaan was door het vertrek van Jos Silvis naar de Hoge Raad; de anderen waren Rick Lawson en Martin Kuijer. Op 23 januari 2017 werd ze door de Parlementaire Vergadering van de Raad van Europa gekozen als rechter in het EHRM. Ze ving haar werkzaamheden op 3 april 2017 aan. Uit hoofde van haar functie als rechter bij het EHRM is ze sinds 1 juli 2020 ook lid van de Nederlandse nationale groep bij het Permanent Hof van Arbitrage.